# Encyclopaedia of Islam
La Encyclopaedia of Islam (EI), come pure la sua consorella in lingua francese, Encyclopédie de l'Islam, è un'enciclopedia tematica su un ampio spettro di aspetti della cultura islamica e della storia dell'Islam.
È considerata nel mondo accademico universitario, non solo arabistico e islamistico, come l'opera di riferimento nel campo degli studi islamistici.

## Edizioni
EI ha conosciuto tre edizioni. La prima (EI1) è stata pubblicata in quattro volumi, più un supplemento, fra il 1913 e il 1938 in inglese, tedesco e francese, alle quali si è poi affiancata un'edizione in turco, specializzata prevalentemente su cultura e storia turca, ottomana e contemporanea.

Una versione ridotta è stata pubblicata nel 1953 sotto il titolo Shorter Encyclopaedia of Islam (SEI), e copre i settori in particolare della Legge e della religione islamica.

La seconda edizione della The Encyclopaedia of Islam (EI2), articolata in 11 tomi e un supplemento, è stata avviata nel 1954 e completata nel 2005. È stata pubblicata dalla prestigiosa e antica casa editrice olandese Brill Academic Publishers e per l'edizione francese da G.-P. Maisonneuve & Larose di Parigi, rispettivamente in inglese e in francese.
La terza edizione (EI3), disponibile online, è partita nel 2002.
Oltre all'importante aumento dei contenuti, la seconda edizione dell’EI differisce dalla prima per aver accolto i lavori dei ricercatori musulmani originari del Vicino e del Medio Oriente.

### 1ª edizione,EI1
- M. Th. Houtsma et al., eds.,  The Encyclopædia of Islam: A Dictionary of the Geography, Ethnography and Biography of the Muhammadan Peoples, 4 voll. e  Suppl., Leiden: E. J. Brill and London: Luzac, 1913–38.
  - Vol. 1. A-D, M. Th. Houtsma, T. W. Arnold, R. Basset eds., 1913.
  - Vol. 2. E-K, M. Th. Houtsma, A. J. Wensinck, T. W. Arnold eds., 1927.
  - Vol. 3. L-R, M. Th. Houtsma, A. J. Wensinck, E. Levi-Provençal eds., 1934.
  - Vol. 4. S-Z, M. Th. Houtsma, A. J. Wensinck, H. A. R. Gibb, eds., 1936.
    - Suppl. No. 1. Ab-Djughrafiya, 1934.
    - Suppl. No. 2. Djughrafiya-Kassala, 1936.
    - Suppl. No. 3. Kassala-Musha'sha', 1937.
    - Suppl. No. 4. Musha'sha'-Taghlib, 1937.
    - Suppl. No. 5. Taghlib-Ziryab, 1938.
- M. Th. Houtsma, R. Basset et T. W. Arnold, eds.,  Encyclopédie de l'Islam: Dictionnaire géographique, ethnographique et biographique des peuples musulmans. Publié avec le concours des principaux orientalistes, 4 vols. avec Suppl., Leyde: Brill et Paris: Picard, 1913–1938. (francese)
- M. Th. Houtsma, R. Basset und T. W. Arnold, herausgegeben von, Enzyklopaedie des Islām : geographisches, ethnographisches und biographisches Wörterbuch der muhammedanischen Völker, 5 vols., Leiden: Brill und Leipzig : O. Harrassowitz, 1913–1938. (tedesco)
- M. Th. Houtsma et al., eds., E.J. Brill's first encyclopaedia of Islam, 1913–1936, Leiden: E. J. Brill, 8 vols. with Supplement (vol. 9), 1993. ISBN 90-04-09796-1

### SEI
- H. A. R. Gibb and J. H. Kramers eds. on behalf of the Royal Netherlands Academy, Shorter Encyclopäedia of Islam, Leiden: Brill, 1953. ISBN 90-04-00681-8
- M. Th. Houtsma et al. eds., İslâm Ansiklopedisi: İslâm âlemi coğrafya, etnografya ve biyografya lûgati, 13 in 15 voll., İstanbul: Maarif Matbaası, 1940–1988. (turco)

- يصدرها باللغة العربية أحمد الشناوي، إبراهيم زكي خورشيد ، عبد الحميد يونس، دائرة المعارف الإسلامية: اصدر بالألمانية والإنجليزية والفرنسية واعتمد في الترجمة العربية على الأصلين الإنجليزي والفرنسي، الطبعة ٢، القاهرة: دار الشعب، -۱۹٦۹ (arabo)

- محمود ‌الحسن عارف، مختصر اردو دائرۀ معارف اسلامیه، لاهور:دانشگاه پنجاب، ۲۵ ج.ها،۱۹۵۹-۱۹۹۳ (urdu)

### 2ª edizione,EI2
- Edited by P.J. Bearman, Th. Bianquis, C.E. Bosworth, E. van Donzel and W.P. Heinrichs et al., Encyclopædia of Islam, 2nd Edition., 12 vols. with indexes and etc., Leiden: E. J. Brill, 1960–2005
  - Vol. 1, A-B, Edited by an Editorial Committee Consisting of H.A.R. Gibb, J.H. Kramers, E. Lévi-Provençal, J. Schacht, Assisted by S.M. Stern (pp. 1–320); — B. Lewis, Ch. Pellat and J. Schacht, Assisted by C. Dumont and R.M. Savory (pp. 321–1359)., 1960. ISBN 90-04-08114-3
  - Vol. 2, C-G, Edited by B. Lewis, Ch. Pellat and J. Schacht. Assisted by J. Burton-Page, C. Dumont and V.L. Ménage., 1965. ISBN 90-04-07026-5
  - Vol. 3, H-Iram Edited by B. Lewis, V.L. Ménage, Ch. Pellat and J. Schacht, Assisted by C. Dumont, E. van Donzel and G.R. Hawting eds., 1971. ISBN 90-04-08118-6
  - Vol. 4, Iran-Kha, Edited by E. van Donzel, B. Lewis and Ch. Pellat, Assisted by C. Dumont, G.R. Hawting and M. Paterson (pp. 1–256); — C.E. Bosworth, E. van Donzel, B. Lewis and Ch. Pellat, Assisted by C. Dumont and M. Paterson (pp. 257–768); — Assisted by F.Th. Dijkema, M., 1978. ISBN 90-04-05745-5
  - Vol. 5, Khe-Mahi, Edited by C.E. Bosworth, E. van Donzel, B. Lewis and Ch. Pellat, Assisted by F.Th. Dijkema and S. Nurit., 1986. ISBN 90-04-07819-3
  - Vol. 6, Mahk-Mid, Edited by C.E. Bosworth, E. van Donzel and Ch. Pellat, Assisted by F.Th. Dijkema and S. Nurit. With B. Lewis (pp. 1–512) and W.P. Heinrichs (pp. 513–1044)., 1991. ISBN 90-04-08112-7
  - Vol. 7, Mif-Naz, Edited by C.E. Bosworth, E. van Donzel, W.P. Heinrichs and Ch. Pellat, Assisted by F.Th. Dijkema (pp. 1–384), P.J. Bearman (pp. 385–1058) and Mme S. Nurit, 1993. ISBN 90-04-09419-9
  - Vol. 8, Ned-Sam, Edited by C.E. Bosworth, E. van Donzel, W.P. Heinrichs and G. Lecomte, Assisted by P.J. Bearman and Mme S. Nurit., 1995. ISBN 90-04-09834-8
  - Vol. 9, San-Sze, Edited by C.E. Bosworth, E. van Donzel, W.P. Heinrichs and the late G. Lecomte, 1997. ISBN 90-04-10422-4
  - Vol. 10, Tā'-U[..], Edited by P.J. Bearman, Th. Bianquis, C.E. Bosworth, E. van Donzel and W.P. Heinrichs, 2000. ISBN 90-04-11211-1
  - Vol. 11, V-Z, Edited by P.J. Bearman, Th. Bianquis, C.E. Bosworth, E. van Donzel and W.P. Heinrichs, 2002. ISBN 90-04-12756-9
  - Vol. 12, Supplement, Edited by P.J. Bearman, Th. Bianquis, C.E. Bosworth, E. van Donzel and W.P. Heinrichs, 2004. ISBN 90-04-13974-5
  - Glossary and index of terms to v. 1–9, 1999. ISBN 90-04-11635-4
  - Index of proper names v. 1–10, 2002. ISBN 90-04-12107-2
  - Index of subjects, fasc. 1, compiled by P. J. Bearman, 2005. ISBN 90-04-14361-0
  - Glossary and index of terms to v. 1–12, 2006. ISBN 90-04-15610-0
  - An Historical Atlas of Islam, William C. Brice ed., 1981. ISBN 90-04-06116-9
- E. van Donzel, Islamic desk reference: compiled from The Encyclopaedia of Islam, Leiden: E. J. Brill, 1994. ISBN 90-04-09738-4 (selezione abbreviata)

### 3ª edizione,EI3
- Edited by Gudrun Krämer, Denis Matringe, John Nawas and Everett Rowson, Encyclopædia of Islam three, disponibile online, stampa dal 2007 delle "Parts" che appaiono quattro volte l'anno (Leiden, E. J. Brill). ISSN 1873-9830 E-ISSN 1873-9849